# Conférence d'Aalborg
La Conférence d'Aalborg est la première conférence européenne sur les villes européennes durables organisée du 6 au 27 mai 1994 à Aalborg (Danemark). Elle a abouti à la rédaction de la Charte d'Aalborg.
En 2004 a eu lieu la conférence Aalborg +10.